# Olympiakos Syndesmos Filathlōn Peiraiōs 2008-2009 (pallacanestro maschile)
Questa voce raccoglie le informazioni riguardanti l'Olympiakos B.C. nelle competizioni ufficiali della stagione 2008-2009.

## Stagione
La stagione 2008-2009 dell'Olympiakos è la 55ª nel massimo campionato greco di pallacanestro, l'A1 Ethniki.

## Roster
Aggiornato al 2 agosto 2019.
| Olympiakos 2008-09 | Olympiakos 2008-09 |
| Giocatori          | Staff tecnico      |
| ------------------ | ------------------ |

| N. | Naz.                                  | Ruolo | Nome                     | Anno | Alt.   | Peso   |  |
| -- | ------------------------------------- | ----- | ------------------------ | ---- | ------ | ------ |  |
| 4  | Grecia (bandiera)                     | P     | Theodōros Papaloukas (C) | 1977 | 200 cm | 100 kg |  |
| 5  | Grecia (bandiera)                     | GA    | Michalīs Pelekanos       | 1981 | 198 cm | 97 kg  |  |
| 6  | Stati Uniti (bandiera)                | AP    | Josh Childress           | 1983 | 203 cm | 95 kg  |  |
| 7  | Croazia (bandiera)                    | C     | Nikola Vujčić            | 1978 | 211 cm | 108 kg |  |
| 8  | Serbia (bandiera) · Grecia (bandiera) | P     | Igor Milošević           | 1986 | 193 cm | 90 kg  |  |
| 9  | Grecia (bandiera)                     | C     | Iōannīs Mpourousīs       | 1983 | 212 cm | 120 kg |  |
| 10 | Israele (bandiera)                    | G     | Yotam Halperin           | 1984 | 193 cm | 90 kg  |  |
| 11 | Stati Uniti (bandiera)                | P     | Lynn Greer               | 1979 | 186 cm | 79 kg  |  |
| 13 | Grecia (bandiera)                     | AP    | Panagiōtīs Vasilopoulos  | 1984 | 203 cm | 102 kg |  |
| 14 | Grecia (bandiera)                     | C     | Ian Vougioukas           | 1985 | 211 cm | 120 kg |  |
| 16 | Grecia (bandiera)                     | AP    | Giōrgos Printezīs        | 1985 | 204 cm | 100 kg |  |
| 17 | Serbia (bandiera)                     | AG    | Zoran Erceg              | 1985 | 211 cm | 110 kg |  |
| 18 | Serbia (bandiera)                     | PG    | Miloš Teodosić           | 1987 | 195 cm | 89 kg  |  |
| 19 | Grecia (bandiera)                     | PG    | Kōstas Sloukas           | 1990 | 190 cm | 86 kg  |  |
| 21 | Grecia (bandiera)                     | C     | Sofoklīs Schortsianitīs  | 1985 | 206 cm | 150 kg |  |
| 24 | Stati Uniti (bandiera)                | P     | Jannero Pargo            | 1979 | 185 cm | 84 kg  |  |
|    | Grecia (bandiera)                     | AP    | Charīs Giannopoulos      | 1989 | 200 cm | 93 kg  |  |

| Allenatore                                                           |
| - Panagiōtīs Giannakīs                                               |
| Assistente/i                                                         |
| - / Milan Tomić Legenda - (C) Capitano - (IN) Inattivo - Infortunato |

## Mercato

### Sessione estiva
| Acquisti | Acquisti             | Acquisti         | Acquisti      | Acquisti |
| R.       | Nome                 | da               | Modalità      |          |
| -------- | -------------------- | ---------------- | ------------- | -------- |
| P        | Theodōros Papaloukas | CSKA Mosca       | definitivo    |          |
| GA       | Michalīs Pelekanos   | Real Madrid      | definitivo    |          |
| C        | Nikola Vujčić        | Maccabi Tel Aviv | definitivo    |          |
| AP       | Josh Childress       | Atlanta Hawks    | definitivo    |          |
| G        | Yotam Halperin       | Maccabi Tel Aviv | definitivo    |          |
| AC       | Zoran Erceg          | FMP Železnik     | definitivo    |          |
| P        | Igor Milošević       | Stella Rossa     | definitivo    |          |
| C        | Ian Vougioukas       | Rethymno         | fine prestito |          |
| AP       | Charīs Giannopoulos  | PAOK Salonicco   | definitivo    |          |
| PG       | Kōstas Sloukas       | Mantoulidis      | definitivo    |          |

| Cessioni | Cessioni              | Cessioni          | Cessioni       | Cessioni |
| R.       | Nome                  | a                 | Modalità       |          |
| -------- | --------------------- | ----------------- | -------------- | -------- |
| P        | Roderick Blakney      | Türk Telekom      | fine contratto |          |
| C        | Jake Tsakalidīs       |                   | ritirato       |          |
| AP       | Kōstas Vasileiadīs    | PAOK Salonicco    | prestito       |          |
| P        | Manolīs Papamakarios  | Panellīnios       | fine contratto |          |
| AP       | Qyntel Woods          | Fortitudo Bologna | fine contratto |          |
| G        | Renaldas Seibutis     | Bilbao Berri      | fine contratto |          |
| P        | Panagiōtīs Kafkīs     | PAOK Salonicco    | fine contratto |          |
| AG       | Loukas Maurokefalidīs | Maroussi          | prestito       |          |

### Dopo l'inizio della stagione
| Acquisti | Acquisti           | Acquisti       | Acquisti        | Acquisti      |
| R.       | Nome               | da             | Data            | Modalità      |
| -------- | ------------------ | -------------- | --------------- | ------------- |
| P        | Jannero Pargo      | Dinamo Mosca   | 27 gennaio 2009 | definitivo    |
| AP       | Kōstas Vasileiadīs | PAOK Salonicco | 29 gennaio 2009 | fine prestito |

| Cessioni | Cessioni            | Cessioni           | Cessioni        | Cessioni    |
| R.       | Nome                | a                  | Data            | Modalità    |
| -------- | ------------------- | ------------------ | --------------- | ----------- |
| G        | Arvydas Macijauskas | Free agent         | novembre 2008   | rescissione |
| AP       | Kōstas Vasileiadīs  | Sutor Montegranaro | 29 gennaio 2009 | rescissione |
| P        | Jannero Pargo       | Free agent         | 5 maggio 2009   | rescissione |